# Bernard Rhodes
Bernard « Bernie » Rhodes était le manager du légendaire groupe anglais de punk rock The Clash. Il joua un rôle important dans leur formation en 1976 avant de se faire virer en 1978, puis réengager de 1981 jusqu'à la fin en 1986.

## Biographie
Il a aussi managé Subway Sect et le groupe ska The Specials en 1979 à leurs débuts.
Rhodes a aussi pris part à la notoriété de John Lydon (alias Johnny Rotten) en le repérant dans The Kings Road puis en le faisant participer à une audition pour devenir chanteur des Sex Pistols dans le magasin SEX de Malcolm McLaren.
Il existe très peu de photos de Rhodes lors de sa période de manager des Clash.